# I. Ferdinánd parmai herceg

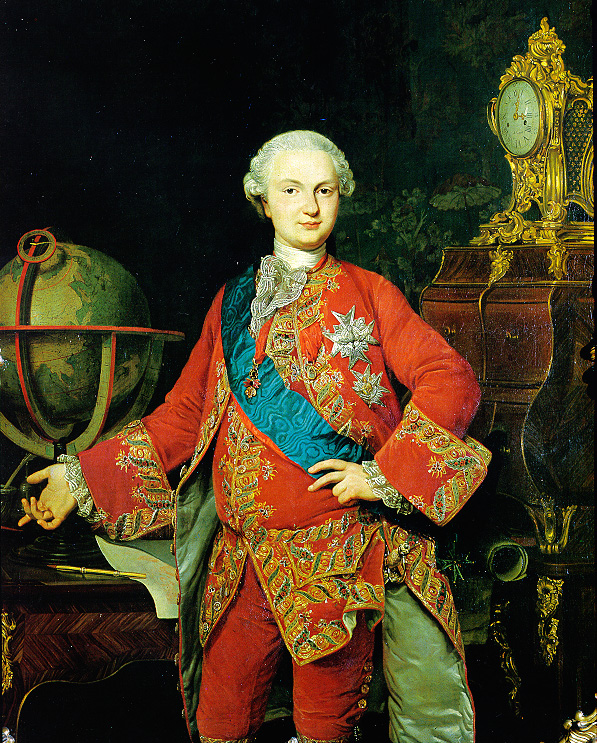
Ferdinánd, Parma hercege
(Pietro Melchiorre Ferrari festménye)

Ferdinánd Bourbon–parmai herceg (Ferdinando di Borbone–Parma) (Parma, 1751. január 20. – Fontevivo, Emilia-Romagna tartomány, 1802. október 9.) a Bourbon-házból származó parmai herceg, spanyol infáns (Infante de España), 1765-től haláláig Parma, Piacenza és Guastalla uralkodó hercege (Duca di Parma e Piacenza).

## Élete

### Származása
Ferdinánd Bourbon–parmai herceg 1751. január 20-án született Parmában.
Édesapja a spanyol Bourbon-házból származó I. Fülöp parmai herceg (1720–1765) volt, V. Fülöp spanyol királynak (1683–1746) és második feleségének, Farnese Erzsébet parmai hercegnőnek (1692–1766) második túlélő fia, 1748 óta Parma uralkodó hercege.
Édesanyja Mária Lujza Erzsébet francia királyi hercegnő (Marie-Louise-Élisabeth de France, 1727–1759) volt, XV. Lajos francia királynak (1710–1774) és Leszczyńska Mária lengyel királyi hercegnőnek (1703–1768) legidősebb leánya.
Három gyermekük született, köztük Ferdinánd herceg, az egyetlen fiú:
- Mária Izabella hercegnő (1741–1763), aki 1760-ban II. József osztrák főherceg, német–római császár első felesége lett.
- Ferdinánd herceg (1751–1802), a trónörökös, 1765-től Parma uralkodó hercege.
- Mária Lujza hercegnő (1751–1819), aki 1765-ben Károly spanyol infánshoz ment férjhez, 1788-tól Spanyolország királynéja lett.

### Gyermekkora
Trónörökös korában, 1757–1769 között nagy műveltségű francia filozófusok: Gabriel Bonnot de Mably (1709–1785), Condillac abbé (1715–1780) és Auguste de Keralio lovag (1715–1805) oktatták. Valamennyien a francia felvilágosodás irányzatainak lelkes hívei voltak. Az ifjú herceg kevés érdeklődést mutatott a politikai ügyek iránt, szívesebben fordult a Domonkos-rend felé, akikhez később, uralkodása alatt is erősen kötődött. 1759-ben, nyolcéves korában elveszítette édesanyját, Lujza Erzsébet hercegnét. A veszteség a fiút még jobban a vallás felé fordította.
1765-ben, 14 éves korában elveszítette édesapját, Fülöp herceget is, akinek örökébe lépve I. Ferdinánd néven Parma uralkodó hercege lett. Apja halála teljesen váratlanul érte a serdülő fiút, aki nagyon nehezen dolgozta fel a veszteséget. A kormányzásához szükséges ismeretekre apjának főminisztere, a francia Guillaume Du Tillot, Felino márkija (1711–1774) oktatta, akivel az évek során szoros bizalmi kapcsolatot alakított ki.

### Házasságának előzményei
A Francia és a Spanyol Királyság kormányai mindent elkövettek, hogy a fiatal Ferdinánd herceg oldalára a saját érdekeiknek megfelelő feleséget állítsanak. Étienne François de Choiseul herceg, XV. Lajos külügyminisztere a rendkívül gazdag Bathilde d’Orléans hercegnőt, a Mademoiselle-t, Louis Philippe Joseph d’Orléans herceg (a későbbi Philippe-Égalité húgát) ajánlotta. A spanyol kormány azonban tiltakozott a francia tervek ellen. Maga Guillaume du Tillot főminiszter, aki Parmában a tényleges hatalmat birtokolta, Estei Mária Beatrix modenai hercegnőt, III. Herkules modenai herceg leányát kommendálta, akinek halála esetén Ferdinánd örökölhette volna Modena és Reggio hercegségeit.
Ugyanakkor Mária Terézia és fia, II. József, az új német-római császár a Parmai Hercegséget vissza kívánta szerezni a Habsburg Birodalom birtokába. Míg a francia és a spanyol kormány egymás ellen dolgozott, a bécsi diplomácia ügyes manőverekkel előtérbe tolta Habsburg–Lotaringiai Mária Amália főhercegnőt, Mária Terézia magyar királynő leányát, II. József császár húgát, aki egyben Marie Antoinette-nek, Lajos francia trónörökös jövendőbelijének húga is volt.
Mária Amália főhercegnőt először IV. Ferdinánd nápolyi királyhoz (1751–1825), a későbbi I. Ferdinánd nápoly–szicíliai királyhoz akarták férjhez adni, de ő 1768-ban mégis Mária Amália húgát, Mária Karolinát vette feleségül. II. József császár is Mária Amália férjhez adásának terve mellé állt, mivel Ferdinánd herceg az ő első, fiatalon elhunyt feleségének, Mária Izabella Bourbon–parmai hercegnőnek (1741–1763) volt az öccse. Mária Amália sok veszekedés után engedett anyja akaratának, és érzelmei ellenére beletörődött a parmai herceggel kötendő házasságba.

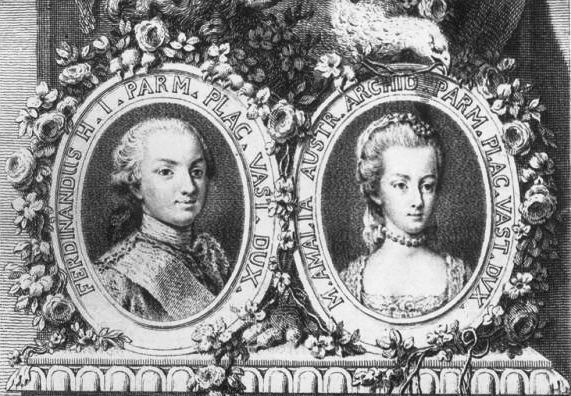
Ferdinánd herceg és felesége, Mária Amália főhercegnő, rézmetszet, 1769

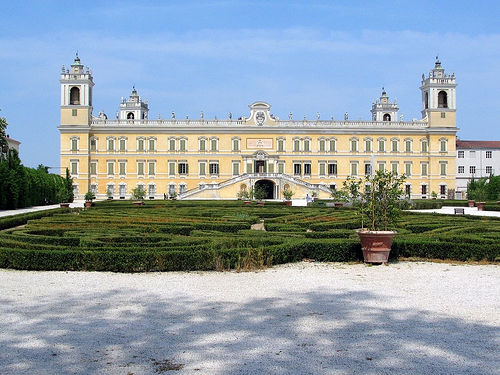
A colornói hercegi palota

### Házassága, gyermekei
1769. június 21-én a 18 éves Ferdinánd herceg hivatalosan is megkérte a 23 éves Mária Amália főhercegnő kezét, miután megkapta a pápától a házassági engedélyt (közeli rokonságuk miatt). A házasságot előbb 1769. június 27-én képviselők útján (per procurationem) kötötték meg a bécsi ágostonrendiek templomában (Augustinerkirche). Mária Amália ezután bátyjának, II. Józsefnek kíséretében útnak indult Parma felé. Július 16-án érkeztek Mantovába, itt fogadta őket az eléjük jött Ferdinánd herceg, és a házigazdák Sforza–Cesarini és Grillo hercegek.
1769. július 19-én Ferdinánd herceg a colornói hercegi kastélyban feleségül vette Habsburg–Lotaringiai Mária Amália főhercegnőt (1746–1804), Mária Terézia osztrák uralkodó főhercegnőnek és I. (Lotaringiai) Ferenc német-római császárnak nyolcadik leányát. Az ifjú pár a nászéjszakát is a colornói kastélyban töltötte, de a 23 éves Mária Amália visszautasította 18 éves férjének közeledését, mert taszította őt férjének elégtelen testi tisztasága. A házaspár július 24-én érkezett meg Parmába. As esküvő alkalmából nagyszabású állami ünnepségeket és egy amfiteátrumban látványos színházi előadásokat szerveztek.
Az udvar komoly erőfeszítéseket tett, hogy javítson Ferdinánd herceg tisztálkodási szokásain, mégis két további hónapba telt, mire a házasságot ténylegesen elhálták. Az ifjú férj nagyapja, XV. Lajos francia király ebben az időben számos levelet küldött unokájának, amelyben a sikeres házasélethez szükséges atyai tanácsokkal látta el őt.
A házasságukból végül 7 gyermek született:
- Karolina Mária hercegnő (1770–1804), aki Miksa szász királyi herceghez (1759–1838) ment feleségül.
- Lajos (Lodovico) Ferenc Filibert herceg (1773–1803), Parma címzetes hercege, Etruria királya, Mária Lujza Jozefa spanyol infánsnő férje.
- Mária Antónia (Antonietta) hercegnő (1774–1841), Szent Orsolya-rendi apáca
- Sarolta (Carlota) hercegnő (1777–1813)
- Fülöp herceg (1783–1786), kisgyermekként meghalt.
- Antónia Lujza hercegnő (*/† 1784), születésekor meghalt.
- Lujza Mária hercegnő (1787–1789), kisgyermekként meghalt.

### Politikai viharok Parmában
Mária Amália és férje teljesen eltérő személyiség volt. A főhercegnő extrovertált, gőgös és domináns viselkedésre hajlott. Ferdinánd herceg egyszerű lelkű, jó nevelése ellenére sekélyes érdeklődésű, magába forduló, buzgón vallásos, szerény és lágyszívű fiatalember volt, aki az egyszerű nép jólétét tekintette legfontosabb feladatának. Kedvenc elfoglaltsága a templomi harangozás és a paraszti társaságban gyakorolt gesztenyesütés volt. A főúri társaság nem sokra tartotta őt, de Mária Amália számára mindez csak az esküvő után derült ki. Anyja, a császárné sokat gúnyolódott azon, lám mivé nevelték vejét, Ferdinándot a felvilágosodás eszméi és a francia filozófusok.
Ferdinánd herceg gyenge személyiség volt, felesége gyorsan a „fejére nőtt”. uralkodott fölötte egyaránt. A köznép a domináns Mária Amáliát, aki politikai és magánéleti ügyekben egyaránt uralkodott férje fölött, hamarosan „La Signora” („a Nagyasszony”) néven emlegette. A hercegné ugyanakkor igen közvetlenül és megnyerően tudott megnyilvánulni, hamarosan elnyerte alattvalói rokonszenvét. Ferdinánd is élvezte felesége népszerűségét, a házaspár gyakran járt együtt vadászni, lóháton és gyalogszerrel bejárták szinte egész országukat.
Az ifjú házasok Mária Teréziától rendszeres pénztámogatást kaptak, a francia és a spanyol királyi udvarok jóváhagyásával. Leányának írt leveleiben Mária Terézia óvta Mária Amáliát, hogy ne avatkozzék az állam ügyeibe, ne próbálja fölényesen kioktatni a nála öt évvel fiatalabb, tapasztalatlanabb férjét. Mária Amália azonban anyjának önfejű és akarnok természetét örökölte, és anyja tanácsait nem fogadta meg.
Az abszolutisztikus szellemű császári udvarból érkezett konzervatív főhercegnő érkezésének pillanatától kezdve személyes ellenfeleként kezelte Du Tillot főminisztert, aki a Parmai Hercegség politikáját a Francia Királyságnak kedvező irányba igyekezett terelni. (Mária Amália érkezése a főminiszter politikai terveinek teljes kudarcát jelentette, sőt még az általa támogatott modenai örökösnőt is Mária Terézia saját fia, Mária Amália öccse, Ferdinánd Károly főherceg (1754–1806) vette feleségül, így mindkét itáliai fejedelemségben a Habsburgok jutottak uralkodói hatalomhoz).
A Habsburg főhercegnő és Du Tillot rövid idő alatt engesztelhetetlen ellenségekké váltak. Mária Terézia intelmei hiábavalónak bizonyultak, leánya keményen intrikált a főminiszter ellen, szembeszállva saját anyjával, férjével és férjének nagybátyjával, III. Károly spanyol királlyal is. 1771-ben a hercegné elérte, hogy Du Tillot-t elmozdítsák állásából, ezzel elhárultak az akadályok saját politikai ambíciói előtt. Mária Amália egymás után vonatta vissza Ferdinánddal a Du Tillot által korábban meghozott reformintézkedéseket. A hercegi pár ellenőrizetlen költekezése nyomán az államkassza teljesen kiürült.
Ferdinánd nagybátyja, a spanyol király José de Llano grófot nevezte ki új főminiszterré, de ő sem tudott kiegyezést elérni a hercegi udvar és a spanyol kormány között. 1771 őszén III. Károly király személyes megbízottat küldött Parmába, az állami pénzügyek rendbetételére vonatkozó szigorú utasításokkal. A hercegné azonban összeveszett vele, és kiutasította udvarából. 1772 októberében José de Llano grófnak is távoznia kellett. A spanyol udvar megszakította a diplomáciai kapcsolatokat a Parmai Hercegséggel. Mária Terézia megfenyegette leányát, hogy megvonja tőle anyagi támogatását, és válás esetén apácakolostorba kényszeríti, de ez sem hatott. Mind az osztrák, mind a Bourbon rokonság megszakított vele minden kapcsolatot.
1773-ban azután megszületett Lajos herceg, a trónörökös, ekkor helyreálltak a diplomáciai kapcsolatok Madriddal, majd Béccsel is.

### A francia forradalom következményei
A francia forradalom nyomán kialakult háborús veszély arra késztette Ferdinándot, hogy kinyilvánítsa hercegségének semlegességét. A forradalmi háborúk küszöbén, 1794. május 13-án azonban megkötött egy titkos szövetségesi szerződést Ausztriával. A semlegesség dacára Bonaparte tábornok Itáliai Hadserege (Armée d’Italie) 1796 elején bevonult Piacenzába, majd Parmába, és május 15-én elfoglalta Milánót is. Nehéz adókat vetettek ki az elfoglalt területekre, amelyeknek lakossága sokat szenvedett az ellenséges csapatok állandó átvonulásaitól is.
1799-ben kikiáltották az Etruriai Köztársaságot. Ferdinánd herceg még megkísérelte fenntartani semlegességét, hogy alattvalóit megvédelmezze a megszállók túlkapásaitól. A második koalíció veresége után 1801 februárjában Bonaparte tábornok és Ausztria megkötötték a lunéville-i békeszerződést, amelyben Ferdinánd herceg megkapta Toszkánai Nagyhercegséget (III. Ferdinánd toszkánai nagyherceget Bonaparte az újonnan kreált Salzburgi Hercegséggel kárpótolta). 1801 februárjában Bonaparte a Spanyol Királysággal megkötötte az aranjuezi szerződést, amelyben elérte, hogy Parma, Piacenza és Guastalla hercegségeit Ferdinánd herceg halála után a francia államterülethez csatolják.

### Trónvesztése, halála
A Toszkánai Nagyhercegség helyén Bonaparte létrehozta az Etruriai Királyságot, amelynek első uralkodójává Lajos Bourbon–parmai herceget, Ferdinánd 28 éves fiát tette meg. A Parmai Hercegséget de facto Franciaország területeként kezelte. Az aranjuezi szerződés végrehajtásának ellenőrzésére Talleyrand külügyminiszter 1801 márciusában Moreau de Saint-Méry gróf jogtudóst (1750–1819) Parma adminisztrátorává rendelte ki. Saint-Méry gróf 1801. március 17-én mutatta be megbízólevelét Ferdinándnak, országának ügyei ettől kezdve az adminisztrátor ellenőrzése alá kerültek.
1802. október 9-én a fontevivói apátságban tartózkodó Ferdinánd herceg váratlanul megbetegedett és meghalt. Halálos ágyán fiát, Lajos herceget jelölte ki örökösévé a Parmai Hercegség trónján, mellé Francesco Schizzati grófot és Ventura márkit nevezte ki régensekké. Ő maga úgy hitte, megmérgezték, a kortársak Corrado Marazzini grófot gyanúsították a gyilkossággal.

### Fejlemények halála után
Az elhunyt Ferdinánd herceget a Szent Domonkos-rend öltözetében temették el. Az általa kinevezett régensek hatalma rövidnek és névlegesnek bizonyult. Ferdinánd herceg halála után néhány nappal az aranjuezi szerződést végrehajtották, Parmát Saint-Méry gróf Franciaország nevében birtokba vette. Bonaparte első konzul kinevezte őt Parma francia helytartójává. Az özvegy Mária Amália hercegnének el kellett hagynia hercegségét, Prágába költözött, itt hunyt el, 1804-ben.
A parmai Bourbonok a napóleoni háborúk után sem kaphatták rögtön vissza korábbi hercegségeiket. A bécsi kongresszus 1814-ben Parmát és Piacenzát I. Ferenc osztrák császár leányának, Mária Lujzának (1791–1847) adta személyes birtokul, ezek csak az ő halála (1847) után szálltak vissza a Bourbon-házra.